# Rabban al-Qas
Rabban al-Qas (arabisch ربان القس; * 1. Juli 1949 in Komane; † 28. August 2023 in Dohuk) war ein irakischer Geistlicher und chaldäisch-katholischer Bischof von Dohuk.

## Leben
Rabban al-Qas besuchte die Grundschule in Komane und ab 1961 das Kleine Seminar in Mossul. Später studierte er Philosophie und Katholische Theologie am Priesterseminar der Dominikaner. Am 6. Mai 1973 empfing er durch den chaldäisch-katholischen Erzbischof von Mossul, Emmanuel Daddi, das Sakrament der Priesterweihe für das Bistum Amadiyah. Anschließend wirkte er als Pfarrer in Komane, Amediye, Inishki, Pinatha und Badrish.
Die Bischofssynode der chaldäisch-katholischen Bischöfe wählte ihn am 6. Dezember 2001 zum Bischof von Amadiyah. Papst Johannes Paul II. stimmte der Wahl am 14. Dezember desselben Jahres zu. Der chaldäisch-katholische Patriarch von Babylon, Raphael I. Bidawid, spendete ihm am 1. Februar 2002 in Bagdad die Bischofsweihe; Mitkonsekratoren waren der chaldäische Erzbischof von Kirkuk, André Sana, und der chaldäische Bischof von Alquosh, Abdul-Ahad Sana. Rabban al-Qas wurde 2003 bei einem islamistischen Anschlag schwer verletzt. 2004 wurde auf seine Initiative hin die Internationale Schule Dohuk gegründet, die 2013 den Aachener Friedenspreis erhielt. Von 2007 bis 2010 war Rabban al-Qas zudem Administrator der vakanten Erzeparchie Erbil.
Rabban al-Qas wurde am 11. Juli 2013 Bischof des vereinigten Bistums Zaku und Amadiyah. Am 27. Juni 2020 hob der chaldäische Patriarch Louis Raphaël I. Kardinal Sako die Vereinigung der Bistümer wieder auf und stellte das Bistum Amadiyah unter dem neuen Namen Bistum Dohuk als eigenständiges Bistum mit dem bisherigen Bischof Rabban al-Qas wieder her.
Am 24. Dezember 2021 wurde Rabban al-Qas durch Azad Sabri Shaba als Bischof von Dohuk abgelöst. Er starb im August 2023 im Azadi Hospital in Dohuk im Alter von 74 Jahren und wurde in Komane beigesetzt.